# Sauk-Dere
Sauk-Dere - Саук-Дере (rus) és un possiólok del krai de Krasnodar, a Rússia. Es troba als vessants septentrionals del Caucas occidental, a 9 km al nord-est de Krimsk i a 91 km a l'oest de Krasnodar, la capital.
Pertany al municipi de Moldavànskoie.